# Jerzy Materne
Jerzy Ferdynand Materne (ur. 10 czerwca 1937 w Lubiczu, zm. 21 czerwca 2006 w Szczecinie) – polski pedagog, uczeń Kazimierza Sośnickiego, profesor Uniwersytetu Szczecińskiego. Specjalista w zakresie teorii wychowania i zagadnień funkcji opiekuńczej szkoły. Twórca klasyfikacji szczegółowej rodzajów wiedzy o wychowaniu. 

## Życiorys
Urodził się 10 czerwca 1937 w Lubiczu pod Toruniem. Był synem Ferdynanda Materne i Rozalii Lewandowskiej. Żonaty od 1966 z Barbarą Wilczyńską, miał dwóch synów – Wojciecha i Mikołaja. Ukończył studia na Uniwersytecie Mikołaja Kopernika w Toruniu (1963 r.), doktorat (1976), habilitacja (1991). Pracował w szkole podstawowej, liceum pedagogicznym, domu studenckim i domu dziecka. Od 1968 r. zatrudniony w Katedrze Pedagogiki Uniwersytetu Mikołaja Kopernika w Toruniu, od 1976 r. pracownik Stacji Naukowo Badawczej IRWiR Polskiej Akademii Nauk. W 1984 r. przeprowadził się wraz z rodziną do Zielonej Góry, gdzie pracował na stanowisku kierownika Katedry Teorii Wychowania i prodziekana Wydziału Pedagogicznego Wyższej Szkoły Pedagogicznej. Na Uniwersytecie Szczecińskim rozpoczął pracę w 1991 r. w Instytucie Pedagogiki i Psychologii na stanowisku kierownika Zakładu Pedagogiki Ogólnej.
Podejmował współpracę z ośrodkami naukowymi w Niemczech oraz wieloma wybitnymi badaczami w Polsce, m.in. prof. Mikołajem Kozakiewiczem, prof. Stanisławem Kawulą, prof. Zbigniewem Kwiecińskim, prof. Teresą Hejnicką-Bezwińską, prof. Ryszardem Borowiczem.
Był autorem licznych rozpraw i artykułów naukowych z zakresu pedagogiki a także znawcą sztuki, literatury oraz historii. Odznaczony Złotym Krzyżem Zasługi za pracę dydaktyczno-wychowawczą. Był inicjatorem i współzałożycielem pierwszej wyższej uczelni plastycznej w Szczecinie – Wyższej Szkoły Sztuki Użytkowej, przekształconej później w Akademię Sztuki. Zmarł w wieku 69 lat po ciężkiej chorobie. Został pochowany na cmentarzu Centralnym w Szczecinie.

## Ważniejsze publikacje
- „Zarys problemów pracy opiekuńczej szkoły”, Toruń : UMK, 1975
- „Wychowawcze funkcjonowanie szkoły podstawowej : konstrukcja metody badań i próba jej empirycznego zastosowania w szkołach miejskich”,  Toruń : UMK, 1977.
- „Wychowanie wobec problemów współczesności” (red.), Zielona Góra : Wydawnictwo Wyższej Szkoły Pedagogicznej, 1991.
- „Proces wychowania w środowisku wiejskim współczesnej Polski”, Warszawa : PWN 1980. „Praca wychowawcza szkoły wiejskiej : próba diagnozy”, Warszawa : Polska Akademia Nauk. Instytut Rozwoju Wsi i Rolnictwa, 1977.
- „Pedagogika socjalna : systematyzacja zagadnień i pojęć”  Szczecin : Wydawnictwo Mater, 1999.
- „Opiekuńcze funkcje szkoły : wprowadzenie do metodyki pracy opiekuńczej”,  Warszawa ; Łódź : Państ. Wydaw. Naukowe, 1988.
- „Opiekuńcza funkcja szkoły wiejskiej”,  Warszawa : Polska Akademia Nauk. : IRWiR, 1979.
- „Die Familie als substantiele gesallschafliche Institution In Polen” (w:) Familienerziehung International, Koeln – Wien 1988 „Aktuelle Probleme der Paedagogik In Polen” (red.),  Pulheim: P.Materne Verlag 1997